# 湧網線
湧網線（日语：／ Yūmō sen */?）曾經是一條連結北海道紋別郡上湧別町（現、紋別郡湧別町）的中湧別站，沿佐呂間湖、鄂霍次克海、能取湖等的沿岸至網走市的網走站，屬於日本國有鐵道（國鐵）的鐵路線（地方交通線）。
由於1960年代沿線的農村人口外流化與機動化的進行而減少使用人數，國鐵再建法的制定（1980年）獲指定為第2次特定地方交通線，到國鐵分割民營化前的1987年3月20日全線廢除。而營業末期的列車班次減至全線直通1日5班來回與濱佐呂間開往中湧別的區間列車1班。
此線在若干條地方路線之中因為車窗可見美麗風景的路線而知名。不過，途經此線與名寄本線的遠輕站－網走站間比途經石北本線的營業距離較短，此線的網走開往遠輕的最終列車是途經石北本線的網走開往札幌的夜行急行「大雪」（至北見為止是普通）較遲離開網走先到達遠輕。

## 路線資料（廢除時）
- 管轄：日本國有鐵道
- 路線距離（營業距離）：中湧別－網走 89.8公里[1][2]
- 車站、臨時乘降場數：27個（包括起終點站。車站：16，臨時乘降場：11）
- 軌距：1067毫米[1]
- 複線路段：沒有（全線單線）
- 電氣化路段：沒有（全線非電氣化（日语：非電化））[1]
- 閉塞方式：Tablet閉塞式
  - 可交會車站：3（計呂地、佐呂間、常呂。以前，芭露站、床丹站、知來站、濱佐呂間站、卯原內站也曾設置交會設備）

## 歷史
興建本線的目的是為了連接名寄本線的中湧別站及網走本線（現在的石北本線）的網走站。建設時採取同時從網走方向及中湧別方向興建鐵路，湧網東線（ゆうもうとうせん）、湧網西線（ゆうもうさいせん）分別於1935年開始營運。期間曾因為太平洋戰爭停業，直到1953年全線通行。
由於後期赤字嚴重，於1987年被廢線。

### 湧網西線
- 1935年（昭和10年）10月20日 - 湧網西線的中湧別～計呂地（16.5公里）路線開始營運。新設置芭露站、計呂地站。
- 1936年（昭和11年）10月17日 - 路線延伸至計呂地～中佐呂（12.8公里）並開始營運。新設置床丹站、中佐呂間站。

### 湧網東線
- 1935年（昭和10年）10月10日 - 湧網東線網走～卯原內（13.2公里）路線開始營運。新設置二見岡站、卯原內站。
- 1936年（昭和11年）10月10日 - 路線延伸至卯原內～常呂間（17.1公里）並開始營運。新設置能取站、常呂站。
- 1949年（昭和24年）10月20日左右 - 新設置北見平和臨時乘降場。
- 1952年（昭和27年）12月6日 - 路線延伸至常呂～下佐呂間（13.5公里）並開始營運。新設置北見共立站、北見富丘站、下佐呂間站。

### 湧網線

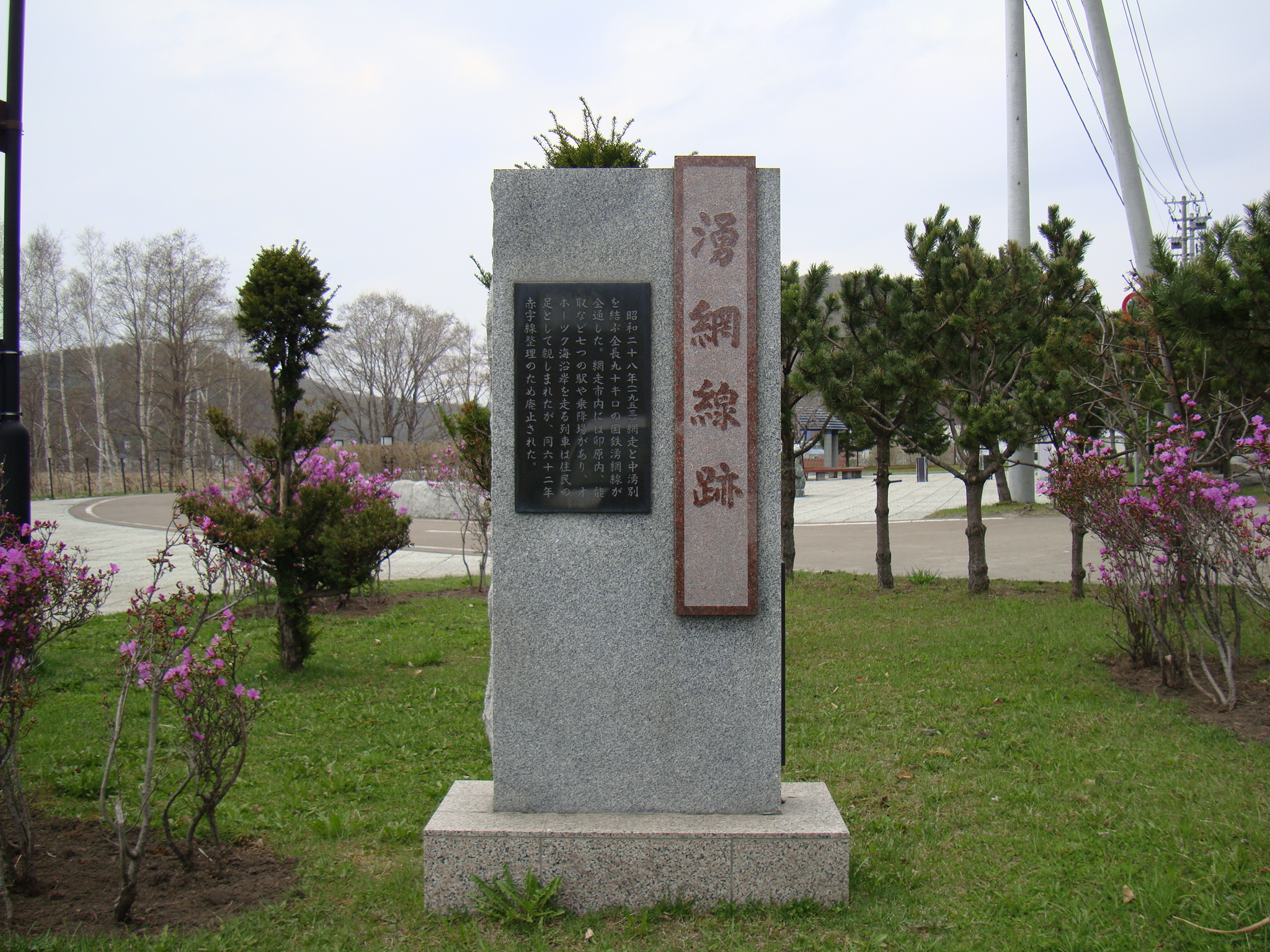
湧網線遺址記念碑

- 1953年（昭和28年）10月22日 - 路線延伸至佐呂間～下佐呂間（16.7公里）。兩線接駁完成並全線通行。湧網東線及湧網西線合併並改稱為湧網線。新設置知來站、仁倉站。中佐呂間站改稱為佐呂間站。
- 1954年（昭和29年）1月1日 - 北見平和臨時停靠站升格為車站。
- 1955年（昭和30年）12月25日 - 新設置福島臨時停靠站、志撫子臨時停靠站、興生澤臨時停靠站、紅葉橋臨時停靠站、大曲臨時停靠站。
- 1956年（昭和31年）
  - 1月7日 - 新設土佐臨時停靠站、常呂港臨時停靠站、中能取臨時停靠站。
  - 5月1日 - 新設東富丘臨時停靠站、二見中央臨時停靠站。
  - 8月20日 - 新設濱床丹臨時停靠站、若里臨時停靠站。
  - 12月20日 - 新設堺橋臨時停靠站。
- 1958年（昭和33年）7月1日 - 新設五鹿山臨時停靠站。
- 1963年（昭和38年）10月1日 - 下佐呂間站改稱為濱佐呂間站。
- 1972年（昭和47年）2月8日 - 土佐臨時停靠站、常呂港臨時停靠站、中能取臨時停靠站停止營運。
- 1984年（昭和59年）6月22日 - 預定廢線。
- 1987年（昭和62年）3月20日 - 全線正式停止營運。由網走巴士（日语：網走バス）接手。

## 車站列表
接續路線的公司名、車站所在地以湧網線廢除時為準。所有車站都位於北海道網走支廳（現：鄂霍次克綜合振興局）管內。
| 中文站名           | 日文站名 | 英文站名 | 站間距離 | 營業距離 | 接續路線                                                            | 所在地                              |
| ------------------ | -------- | -------- | -------- | -------- | ------------------------------------------------------------------- | ----------------------------------- |
| 中湧別             |          |          | -        | 0.0      | 日本國有鐵道：名寄本線、湧別支線 （一部分直通至湧別方向、遠輕方向） | 紋別郡上湧別町 （現：紋別郡湧別町） |
| 五鹿山臨時乘降場   |          |          | -        | (2.6)    |                                                                     | 紋別郡上湧別町 （現：紋別郡湧別町） |
| 福島臨時乘降場     |          |          | -        | (4.3)    |                                                                     | 紋別郡湧別町                        |
| 芭露               |          |          | 9.9      | 9.9      |                                                                     | 紋別郡湧別町                        |
| 志撫子臨時乘降場   |          |          | -        | (15.3)   |                                                                     | 紋別郡湧別町                        |
| 計呂地             |          |          | 6.6      | 16.5     |                                                                     | 紋別郡湧別町                        |
| 濱床丹臨時乘降場   |          |          | -        | (19.2)   |                                                                     | 常呂郡佐呂間町                      |
| 床丹               |          |          | 4.5      | 21.0     |                                                                     | 常呂郡佐呂間町                      |
| 若里臨時乘降場     |          |          | -        | (25.0)   |                                                                     | 常呂郡佐呂間町                      |
| 佐呂間             |          |          | 8.3      | 29.3     |                                                                     | 常呂郡佐呂間町                      |
| 堺橋臨時乘降場     |          |          | -        | (31.8)   |                                                                     | 常呂郡佐呂間町                      |
| 興生澤臨時乘降場   |          |          | -        | (33.7)   |                                                                     | 常呂郡佐呂間町                      |
| 知來               |          |          | 6.7      | 36.0     |                                                                     | 常呂郡佐呂間町                      |
| 紅葉橋臨時乘降場   |          |          | -        | (39.1)   |                                                                     | 常呂郡佐呂間町                      |
| 仁倉               |          |          | 5.4      | 41.4     |                                                                     | 常呂郡佐呂間町                      |
| 濱佐呂間           |          |          | 4.6      | 46.0     |                                                                     | 常呂郡佐呂間町                      |
| 北見富丘           |          |          | 3.4      | 49.4     |                                                                     | 常呂郡常呂町 （現：北見市）         |
| 東富丘臨時乘降場   |          |          | -        | (51.9)   |                                                                     | 常呂郡常呂町 （現：北見市）         |
| 北見共立           |          |          | 4.6      | 54.0     |                                                                     | 常呂郡常呂町 （現：北見市）         |
| 土佐臨時乘降場*    |          | /        | -        |          |                                                                     | 常呂郡常呂町 （現：北見市）         |
| 常呂               |          |          | 5.5      | 59.5     |                                                                     | 常呂郡常呂町 （現：北見市）         |
| 常呂港臨時乘降場*  |          | /        | -        |          |                                                                     | 常呂郡常呂町 （現：北見市）         |
| 能取               |          |          | 7.2      | 66.7     |                                                                     | 網走市                              |
| 中能取臨時乘降場*  |          | /        | -        |          |                                                                     | 網走市                              |
| 北見平和           |          |          | 6.4      | 73.1     |                                                                     | 網走市                              |
| 卯原內             |          |          | 3.5      | 76.6     |                                                                     | 網走市                              |
| 二見中央臨時乘降場 |          |          | -        | (80.2)   |                                                                     | 網走市                              |
| 二見岡             |          |          | 5.5      | 82.1     |                                                                     | 網走市                              |
| 大曲臨時乘降場     |          |          | -        | (87.9)   |                                                                     | 網走市                              |
| 網走               |          |          | 7.7      | 89.8     | 日本國有鐵道：石北本線、釧網本線                                    | 網走市                              |

- 臨時乘降場沒有設定營業距離。括弧內記載的是實際距離。
- *: 1972年2月8日廢除。
- 石北本線也通過大曲臨時乘降場，但月台只設於此線，因此分岔站是網走站。

## 廢線後的狀況
由常呂站至大曲臨時乘降場之間的區間主要改建成單車徑（北海道道1087號網走常呂單車道線）。而其他區間則主要殘留路軌道床及橋桁等。而部分車站建築亦被利用作巴士站。而中湧別站、計呂地站、佐呂間站、卯原內站亦用作列車的靜態保存地點。
而廢線後，網走巴士負責營運代替湧網線的巴士路線，但由於載客量不斷減少的緣故，於2010年（平成22年）10月1日停止營運此線。在同一日，湧別町營巴士、佐呂間交誼巴士及網走巴士分別負責營運在湧別町內、佐呂間町內及北見市常呂町～網走市的路線。

## 註腳
1. 1 2 3 4  今尾恵介監修『日本鉄道旅行地図帳』1号 北海道、新潮社、2008年、p.49
2. 1 2  宮脇俊三編著『鉄道廃線跡を歩く』IV、JTB、1997年、p.200
3. ↑  『交通公社の時刻表』1986年12月号、日本交通公社、p.522
4. ↑  宮脇俊三. . 河出文庫. 河出書房新社. 1980: 143–144.
5. ↑  『交通公社の時刻表』1986年12月号、日本交通公社、pp.519,522
6. ↑  ただし、営業末期の1986年11月改正時点のダイヤでは夜行急行「大雪」の網走発時刻が繰り下がり、湧網線最終の網走発が「大雪」よりも早い時刻に繰り上がっており、「大雪」に乗り遅れた場合に湧網線最終で追いかけることはできなくなっている[5]。
7. ↑   (pdf). 北見市. 2010-10-01  [2013-05-26]. （原始内容存档 (PDF)于2014-02-22） （日语）.